# Schistochilaceae
Schistochilaceae là một họ rêu trong bộ Jungermanniales.